# Alexandros Nikolaidīs
Alexandros Nikolaidīs (in greco Αλέξανδρος Νικολαΐδης?; Salonicco, 17 ottobre 1979 – Salonicco, 14 ottobre 2022) è stato un taekwondoka greco.

## Biografia
Vinse due argenti alle Olimpiadi - nel 2004 e nel 2008 - e un oro ai campionati europei. Prese parte anche alle Olimpiadi del 2012, dove fu alfiere degli sportivi greci.
Alexandros Nikolaidis è morto il 14 ottobre 2022 a causa di un cancro. Avrebbe compiuto 43 anni tre giorni dopo.

## Palmarès

### Giochi olimpici
- Argento a Atene 2004
- Argento a Pechino 2008

### Europei di taekwondo
- Oro a Campionati europei di taekwondo 2008
- Bronzo a Campionati europei di taekwondo 2010